# Circo de los Altares
Il Circo de los Altares è un ghiacciaio di circo delle Ande Patagoniche, situata nel campo di ghiaccio patagonico sud, dove il Cerro Torre e il Monte Fitz Roy sono visibili dai suoi lati occidentali. Si trova nell'area in disputa tra Cile e Argentina, con il confine definito nella parte settentrionale del sito.

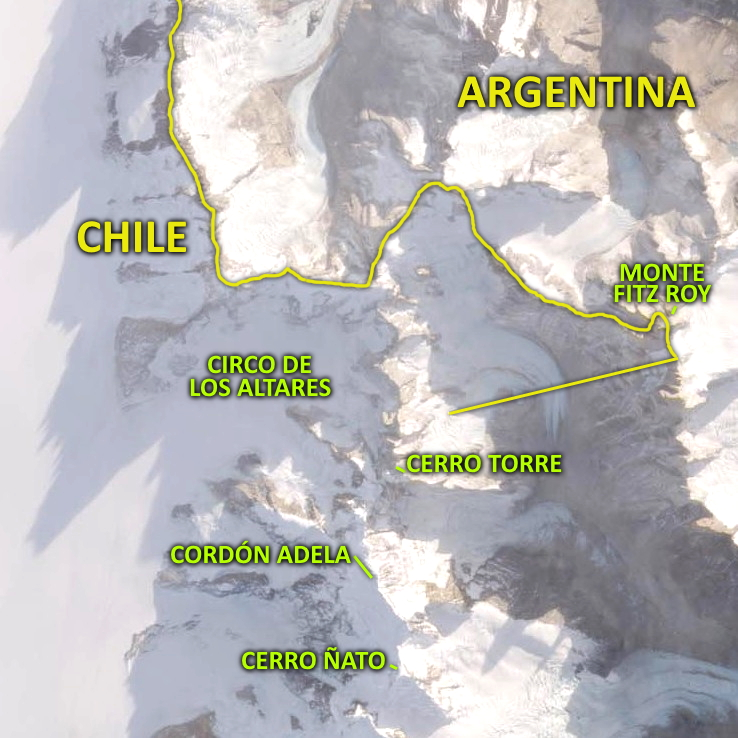
Mappa dell'area con il confine attualmente definito da entrambi i paesi.

Si trova all'interno del parco nazionale Bernardo O'Higgins nella regione di Magellano e dell'Antartide Cilena e nella parte argentina (in disputa) nel parco nazionale Los Glaciares nella provincia di Santa Cruz.
Le visite al sito sono organizzate dalla città argentina di El Chaltén, passando attraverso il Paso Marconi fino al sito. Sono disponibili tour anche dalla città cilena di Villa O'Higgins.
A est della catena montuosa del Torre si trova il sito naturale della Cordigliera del Chaltén, anch'esso parte del parco nazionale Bernardo O'Higgins.
Nel 2021, si è verificata una controversia poiché la CONAF (del Cile) ha installato un dome nella zona, che nella sua parte meridionale è rivendicata da entrambi i paesi.

## Montagne
Le seguenti montagne fanno parte del paesaggio:
- Cerro Rincón
- Cerro Domo Blanco
- Monte Fitz Roy
- Cerro Standhardt
- Punta Herón
- Torre Egger
- Cerro Torre
- Cerro Adela Norte

## Confine internazionale
Il confine argentino-cileno nella zona è stato definito con ladecisione arbitrale del 1994 riguardo alla Laguna del Desierto, che passa a nord del Circo de los Altares, stabilendo l'area come parte dell'unico accesso cileno al Monte Fitz Roy. Il confine a sud del Monte Fitz Roy fino a una zona intermedia verso la catena del Cerro Torre a ovest è stato stabilito nella sezione B dell'accordo del 1998 riguardo al Campo di ghiaccio Patagonico Sud, con i punti A e B aventi coordinate esatte.